# Thomas Lam
Thomas Lam (Ámsterdam, Países Bajos, 18 de diciembre de 1993) es un futbolista finlandés. Su posición es la de defensa y juega en el Apollon Limassol de la Primera División de Chipre.

## Trayectoria

### PFC CSKA Sofía
El 18 de agosto de 2021 se hizo oficial su llegada al PFC CSKA Sofía firmando un contrato hasta 2023.

### Melbourne City
El 16 de agosto de 2022 se anuncia su llegada al Melbourne City firmando un contrato hasta 2024.

## Selección nacional
Fue incluido en la lista final de Finlandia para la Eurocopa 2020.

### Participaciones en selección nacional
| Torneo        | Categoría | Sede   | Resultado      | Partidos | Goles |
| ------------- | --------- | ------ | -------------- | -------- | ----- |
| Eurocopa 2020 | Absoluta  | Europa | Fase de grupos | 0        | 0     |

## Estadísticas

### Clubes
Actualizado al último partido jugado el 12 de mayo de 2023.
| AZ Alkmaar · Países Bajos | 1.ª           | 2012-13       | 6   | 0  | 2  | 0 | - | - | 8   | 0  | 0.00 |
| AZ Alkmaar · Países Bajos | 1.ª           | 2013-14       | 0   | 0  | -  | - | 1 | 1 | 1   | 1  | 1.00 |
| AZ Alkmaar · Países Bajos | Total         | Total         | 6   | 0  | 2  | 0 | 1 | 1 | 9   | 1  | 0.11 |
| PEC Zwolle · Países Bajos | 1.ª           |               |     |    |    |   |   |   |     |    |      |
| PEC Zwolle · Países Bajos | 1.ª           | 2014-15       | 28  | 2  | 5  | 4 | 1 | 0 | 34  | 6  | 0.17 |
| PEC Zwolle · Países Bajos | 1.ª           | 2015-16       | 33  | 2  | 1  | 0 | 2 | 0 | 36  | 2  | 0.05 |
| PEC Zwolle · Países Bajos | 1.ª           | 2018-19       | 25  | 4  | 3  | 0 | - | - | 28  | 4  | 0.14 |
| PEC Zwolle · Países Bajos | 1.ª           | 2019-20       | 14  | 0  | 2  | 0 | - | - | 16  | 0  | 0.00 |
| PEC Zwolle · Países Bajos | 1.ª           | 2020-21       | 26  | 3  | -  | - | - | - | 26  | 3  | 0.12 |
| PEC Zwolle · Países Bajos | Total         | Total         | 126 | 11 | 11 | 4 | 3 | 0 | 140 | 15 | 0.11 |
| Nottingham Forest Inglaterra | 2.ª           |               |     |    |    |   |   |   |     |    |      |
| Nottingham Forest Inglaterra | 2.ª           | 2016-17       | 19  | 2  | 2  | 0 | - | - | 21  | 2  | 0.09 |
| Nottingham Forest Inglaterra | Total         | Total         | 19  | 2  | 2  | 0 | 0 | 0 | 21  | 2  | 0.09 |
| FC Twente · Países Bajos | 1.ª           |               |     |    |    |   |   |   |     |    |      |
| FC Twente · Países Bajos | 1.ª           | 2017-18       | 28  | 3  | 2  | 0 | - | - | 30  | 3  | 0.10 |
| FC Twente · Países Bajos | Total         | Total         | 28  | 3  | 2  | 0 | 0 | 0 | 30  | 3  | 0.10 |
| CSKA Sofía Bulgaria | 1.ª           |               |     |    |    |   |   |   |     |    |      |
| CSKA Sofía Bulgaria | 1.ª           | 2021-22       | 22  | 0  | 5  | 0 | 7 | 0 | 34  | 0  | 0.00 |
| CSKA Sofía Bulgaria | Total         | Total         | 22  | 0  | 5  | 0 | 7 | 0 | 34  | 0  | 0.00 |
| Melbourne City FC Australia | 1.ª           |               |     |    |    |   |   |   |     |    |      |
| Melbourne City FC Australia | 1.ª           | 2022-23       | 25  | 1  | -  | - | - | - | 25  | 1  | 0.04 |
| Melbourne City FC Australia | Total         | Total         | 25  | 1  | 0  | 0 | 0 | 0 | 25  | 1  | 0.04 |
| Total carrera | Total carrera | Total carrera | 226 | 17 | 22 | 4 | 9 | 1 | 259 | 22 | 0.08 |
| (1) Incluye datos de Copa de los Países Bajos, FA Cup y Copa de la Liga. (2) Incluye datos de Liga de Campeones de la UEFA y Liga Europa de la UEFA. (3) No incluye goles en partidos amistosos. |               |               |     |    |    |   |   |   |     |    |      |

### Selección nacional
Actualizado al último partido jugado el 4 de junio de 2022.
| Selección            | Año   | Eliminatorias | Eliminatorias | Eliminatorias | Continental | Continental | Continental | Mundial | Mundial | Mundial | Amistosos | Amistosos | Amistosos | Total | Total | Total  | Media goleadora |
| Selección            | Año   | Part.         | Goles         | Asist.        | Part.       | Goles       | Asist.      | Part.   | Goles   | Asist.  | Part.     | Goles     | Asist.    | Part. | Goles | Asist. | Media goleadora |
| -------------------- | ----- | ------------- | ------------- | ------------- | ----------- | ----------- | ----------- | ------- | ------- | ------- | --------- | --------- | --------- | ----- | ----- | ------ | --------------- |
| Absoluta · Finlandia |       |               |               |               |             |             |             |         |         |         |           |           |           |       |       |        |                 |
| 2015                 | —     | —             | —             | 1             | 0           | 0           | —           | —       | —       | 1       | 0         | 0         | 2         | 0     | 0     | 0.00   |                 |
| 2016                 | 3     | 0             | 0             | —             | —           | —           | —           | —       | —       | 4       | 0         | 0         | 7         | 0     | 0     | 0.00   |                 |
| 2017                 | 4     | 0             | 0             | —             | —           | —           | —           | —       | —       | 3       | 0         | 0         | 7         | 0     | 0     | 0.00   |                 |
| 2018                 | —     | —             | —             | 2             | 0           | 0           | —           | —       | —       | 3       | 0         | 0         | 5         | 0     | 0     | 0.00   |                 |
| 2019                 | —     | —             | —             | 1             | 0           | 0           | —           | —       | —       | —       | —         | —         | 1         | 0     | 0     | 0.00   |                 |
| 2020                 | —     | —             | —             | 1             | 0           | 0           | —           | —       | —       | 1       | 0         | 0         | 2         | 0     | 0     | 0.00   |                 |
| 2021                 | 1     | 0             | 0             | —             | —           | —           | —           | —       | —       | 2       | 0         | 0         | 3         | 0     | 0     | 0.00   |                 |
| 2022                 | —     | —             | —             | 1             | 0           | 0           | —           | —       | —       | —       | —         | —         | 1         | 0     | 0     | 0.00   |                 |
| Total                | 8     | 0             | 0             | 6             | 0           | 0           | 0           | 0       | 0       | 14      | 0         | 0         | 28        | 0     | 0     | 0.00   |                 |
| Total                | Total | 8             | 0             | 0             | 6           | 0           | 0           | 0       | 0       | 0       | 14        | 0         | 0         | 28    | 0     | 0      | 0.00            |
| 1. 2.                |       |               |               |               |             |             |             |         |         |         |           |           |           |       |       |        |                 |

#### Partidos internacionales
| Detalle de partidos internacionales | Detalle de partidos internacionales | Detalle de partidos internacionales               | Detalle de partidos internacionales | Detalle de partidos internacionales | Detalle de partidos internacionales | Detalle de partidos internacionales | Detalle de partidos internacionales |
| N°                                  | Fecha                               | Estadio                                           | Rival                               | Resultado                           | Goles                               | Asist.                              | Competición                         |
| Selección absoluta                  | Selección absoluta                  | Selección absoluta                                | Selección absoluta                  | Selección absoluta                  | Selección absoluta                  | Selección absoluta                  | Selección absoluta                  |
| ----------------------------------- | ----------------------------------- | ------------------------------------------------- | ----------------------------------- | ----------------------------------- | ----------------------------------- | ----------------------------------- | ----------------------------------- |
| 1.                                  | 9 de junio de 2015                  | Veritas Stadion, Turku, Finlandia                 | Estonia                             | 0:2                                 |                                     |                                     | Amistoso                            |
| 2.                                  | 7 de septiembre de 2015             | Estadio Olímpico de Helsinki, Helsinki, Finlandia | Islas Feroe                         | 1:0                                 |                                     |                                     | Clasificación para la Eurocopa 2016 |
| 3.                                  | 26 de marzo de 2016                 | Estadio Breslavia, Breslavia, Polonia             | Polonia                             | 5:0                                 |                                     |                                     | Amistoso                            |
| 4.                                  | 1 de junio de 2016                  | Estadio Rey Balduino, Bruselas, Bélgica           | Bélgica                             | 1:1                                 |                                     |                                     | Amistoso                            |
| 5.                                  | 6 de junio de 2016                  | Estadio Marcantonio Bentegodi, Verona, Italia     | Italia                              | 2:0                                 |                                     |                                     | Amistoso                            |
| 6.                                  | 31 de agosto de 2016                | Borussia Park, Mönchengladbach, Alemania          | Alemania                            | 2:0                                 |                                     |                                     | Amistoso                            |
| 7.                                  | 5 de septiembre de 2016             | Veritas Stadion, Turku, Finlandia                 | Kosovo                              | 1:1                                 |                                     |                                     | Clasificación UEFA Mundial 2018     |
| 8.                                  | 9 de octubre de 2016                | Estadio Tampere, Tampere, Finlandia               | Croacia                             | 0:1                                 |                                     |                                     | Clasificación UEFA Mundial 2018     |
| 9.                                  | 12 de noviembre de 2016             | Estadio Chernomorets, Odesa, Ucrania              | Ucrania                             | 1:0                                 |                                     |                                     | Clasificación UEFA Mundial 2018     |
| 10.                                 | 28 de marzo de 2017                 | Tivoli Stadion Tirol, Innsbruck, Austria          | Austria                             | 1:1                                 |                                     |                                     | Amistoso                            |
| 11.                                 | 7 de junio de 2017                  | Veritas Stadion, Turku, Finlandia                 | Liechtenstein                       | 1:1                                 |                                     |                                     | Amistoso                            |